# Lioré et Olivier LeO 45
Lioré-et-Olivier LeO 45 je bil francsoki dvomotorni srednji bombnik, ki so ga razvili v 1930ih. Bil je povsem kovinske konstrukcije, imel je nizkonameščeno kantilever krilo in uvlačljivo pristajalno podvozje. LeO 45 je bil efektiven bombnik, vendar zaradi nizke proizvodnje ni bistveno vplival na potek vojne. V uporabi je ostal do leta 1957. 

## Specifikacije(LeO 451)
Podatki iz Aircraft Profile 173
Splošne karakteristike
- Posadka: 4
- Dolžina: 17,17 m (56 ft 4 in)
- Razpon kril: 22,52 m (73 ft 11 in)
- Višina: 5,24 m (17 ft 2 in)
- Površina kril: 66 m² (710 ft²)
- Teža praznega letala: 7530 kg (16600 lb)
- Maks. vzletna teža: 11398 kg (25130 lb)
- Pogon letala: 2 ×  14-valjni zračnohlajeni radialni motorji Gnome-Rhône 14N -48/49 (ali  -38/39 ali -46/47), 790 kW (1060 KM)  vsak
- Kapaciteta goriva: 3235 l

 Zmogljivost 
- Maks. hitrost: 495 km/h (260 vozlov, 300 mph) na višini 4000 m (13125 ft)
- Potovalna hitrost: 420 km/h (225 vozlov, 260 mph)
- Doseg: 2900 km (1565 nm, 1800 milj)
- Višina leta: 9000 m (29530 ft)

Oborožitev

- Strelno orožje: 

  - 1x 20 mm Hispano-Suiza HS.404 top s 120 naboji, nameščen na zgornjem delu trupa
  - 1x 7.5 mm (0.295 in) MAC 1934 strojnica s 300 naboji
  - 1x 7.5 mm MAC 1934 strojnica s 500 naboji
- Bombe: skupno do 1568 kg bomb
  - 7x 200 kg bomb